# Isaac Success
Isaac Success Ajayi, född 7 januari 1996, är en nigeriansk fotbollsspelare som spelar för Al Wasl.

## Klubbkarriär
Den 1 juli 2016 värvades Success av Watford, där han skrev på ett femårskontrakt. Den 31 januari 2018 lånades Success ut till Málaga på ett låneavtal över resten av säsongen 2017/2018. Den 29 november 2018 förlängde Success sitt kontrakt i Watford fram till 2023.
Den 26 augusti 2021 värvades Success av Udinese, där han skrev på ett treårskontrakt. Den 19 oktober 2024 värvades Success av emiratiska Al Wasl.

## Landslagskarriär
Success debuterade för Nigerias landslag den 23 mars 2017 i en 1–1-match mot Senegal, där han blev inbytt i den 61:a minuten mot Alex Iwobi.